# كوني ستيفنز
كوني ستيفنز (بالإنجليزية: Connie Stevens)، وُلدت باسم كونسيتا روزالي آن إنغوغليا في 8 أغسطس 1938 في بروكلين، نيويورك، الولايات المتحدة، وهي ممثلة ومغنية أمريكية معروفة بدورها "كريكت بليك" في مسلسل Hawaiian Eye (1959–1963)، وبأغنيتها الشهيرة Sixteen Reasons التي وصلت للمركز 3 على Billboard Hot 100 عام 1960، والمركز 9 في المملكة المتحدة.

## نشأتها
وُلدت لعائلة فنية؛ والدها بيتر إنغوغليا (المعروف باسم تيدي ستيفنز) كان عازف ساكسفون، ووالدتها كانت مغنية. بعد طلاق والديها، درست في مدرسة كاثوليكية، ثم أُرسلت إلى ميزوري بعد أن شهدت جريمة قتل في سن الثانية عشرة. في عام 1953، انتقلت مع والدها إلى لوس أنجلوس لبدء مشوارها الفني.

## مسيرتها الفنية

### بداياتها السينمائية
ظهرت لأول مرة في أفلام مثل Young and Dangerous (1957)، وRock-A-Bye Baby (1958) مع جيري لويس، ثم فيلم The Party Crashers في نفس العام.

### الشهرة التلفزيونية
حققت شهرتها بدور "كريكت بليك" في مسلسل Hawaiian Eye الذي عُرض على شبكة أي بي سي (توضيح) بين عامي 1959 و1963.

### الغناء
أصدرت ألبومها الأول Concetta عام 1958، ثم نجحت بأغنية Kookie, Kookie (Lend Me Your Comb) (المركز الرابع في بيلبورد عام 1959)، وحققت أبرز نجاحها بأغنية Sixteen Reasons.

### أعمال لاحقة
شاركت في أفلام مثل Two on a Guillotine (1965)، وScorchy (1976)، وTapeheads (1988). في عام 2009، أخرجت وكتبت الفيلم المستقل Saving Grace B. Jones، المستوحى من طفولتها في ميزوري.

## النشاط العام والتكريم
شغلت منصب أمين صندوق نقابة ممثلي الشاشة في عام 2005. حازت على ثلاث نجوم في ممرات الشهرة: هوليوود، بالم سبرينغز، وتورونتو (ممشى المشاهير الإيطالي).

## حياتها الشخصية
تزوجت من جيمس ستايسي (1963–1966)، ثم من إدي فيشر (1967–1969)، ولديها ابنتان: جولي فيشر وتريشيا لي فيشر.

## وصلات خارجية
- Connie Stevens – IMDb
- Connie Stevens (بالإنجليزية)